# Metro Cebu

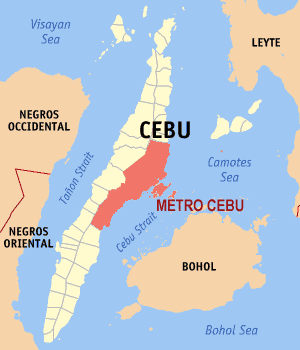
Lage der Metropolregion Cebu auf der Insel Cebu

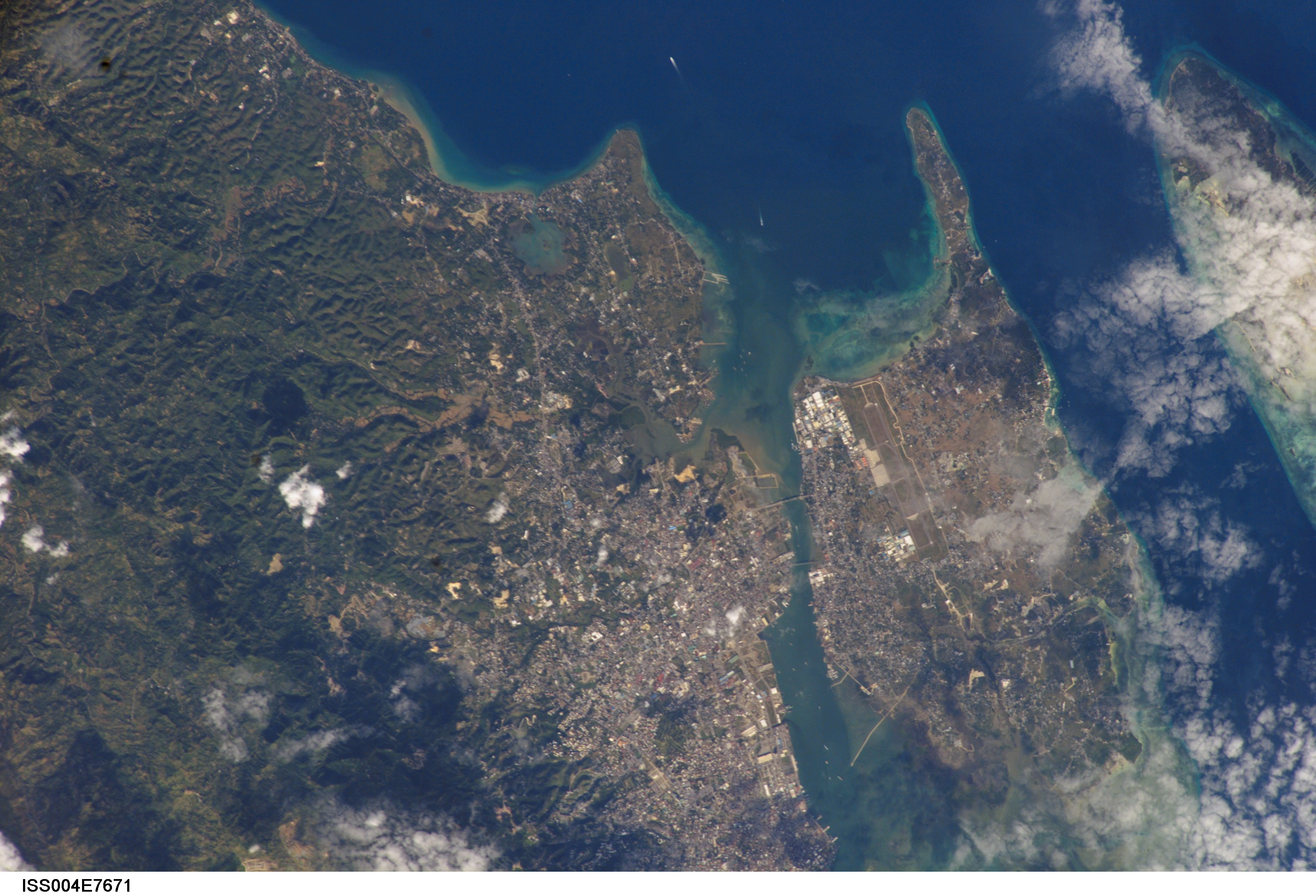
Satellitenbild der Metropolregion

Metro Cebu ist die Metropolregion um die Stadt Cebu City. Sie ist die zweitgrößte von insgesamt zwölf Metropolregionen auf den Philippinen mit 2,849 Mio. Einwohnern (2015) auf 998,94 km². Metro Cebu liegt im Zentrum des philippinischen Archipels und zählt zum Bezirk Central Visayas.
Metro Cebu ist eine der am schnellsten wachsenden Stadtregionen der Philippinen. In den letzten 25 Jahren hat sich ihre Einwohnerzahl beinahe verdoppelt.
| Metropole  | VZ 1990   | VZ 2000   | VZ 2010   | VZ 2015   | Fläche     |
| ---------- | --------- | --------- | --------- | --------- | ---------- |
| Metro Cebu | 1.453.595 | 1.930.999 | 2.551.100 | 2.849.213 | 998,94 km² |

Die folgende Tabelle enthält die Städte und Gemeinden der Metro Cebu, mit ihren Einwohnerzahlen aus den Volkszählungen von 1990, 2000, 2010 und 2015, sowie ihrer Fläche. Orte mit dem Zusatz City besitzen den Status einer Stadt, Orte ohne diesen Zusatz den Status einer eigenständig verwalteten Gemeinde (Municipality).
| Stadt / Gemeinde | VZ 1990 | VZ 2000 | VZ 2010 | VZ 2015 | Fläche     | Provinz |
| ---------------- | ------- | ------- | ------- | ------- | ---------- | ------- |
| Carcar City      | 70.841  | 89.199  | 107.323 | 119.664 | 96,10 km²  | Cebu    |
| Cebu City        | 610.417 | 718.821 | 866.171 | 922.611 | 279,45 km² | -       |
| Compostela       | 22.006  | 31.446  | 42.574  | 47.898  | 68,90 km²  | Cebu    |
| Consolacion      | 41.270  | 62.298  | 106.649 | 131.528 | 42,05 km²  | Cebu    |
| Cordova          | 22.331  | 34.032  | 50.353  | 59.712  | 8,46 km²   | Cebu    |
| Danao City       | 73.358  | 98.781  | 119.252 | 136.471 | 107,30 km² | Cebu    |
| Lapu-Lapu City   | 146.194 | 217.019 | 350.467 | 408.112 | 59,23 km²  | -       |
| Liloan           | 42.587  | 64.970  | 100.500 | 118.753 | 45,09 km²  | Cebu    |
| Mandaue City     | 180.285 | 259.728 | 331.320 | 362.654 | 28,88 km²  | -       |
| Minglanilla      | 50.875  | 77.268  | 113.178 | 132.135 | 48,97 km²  | Cebu    |
| Naga             | 60.425  | 80.189  | 101.571 | 115.750 | 98,24 km²  | Cebu    |
| San Fernando     | 35.051  | 48.235  | 60.970  | 66.280  | 74,05 km²  | Cebu    |
| Talisay City     | 97.955  | 149.013 | 200.772 | 227.645 | 42,22 km²  | Cebu    |

Koordinaten: 10° 17′ N, 123° 54′ O